# 여의공원로
여의공원로(Yeouigongwon-ro)는 서울특별시 영등포구 여의도동에 있는 서울특별시도로, 총 연장은 1.247 km이다. 도로의 명칭이 유래된 것은 여의도공원을 중심으로 서쪽에 위치한 도로이기 때문이다.

## 역사
- 2010년 5월 27일 : 도로명으로 여의공원로를 고시

## 주요 경유지
- 영등포구
  - 여의도동

## 접촉하는 도로
- 북부, 남부 : 여의서로
- 중부 : 의사당대로

## 사진

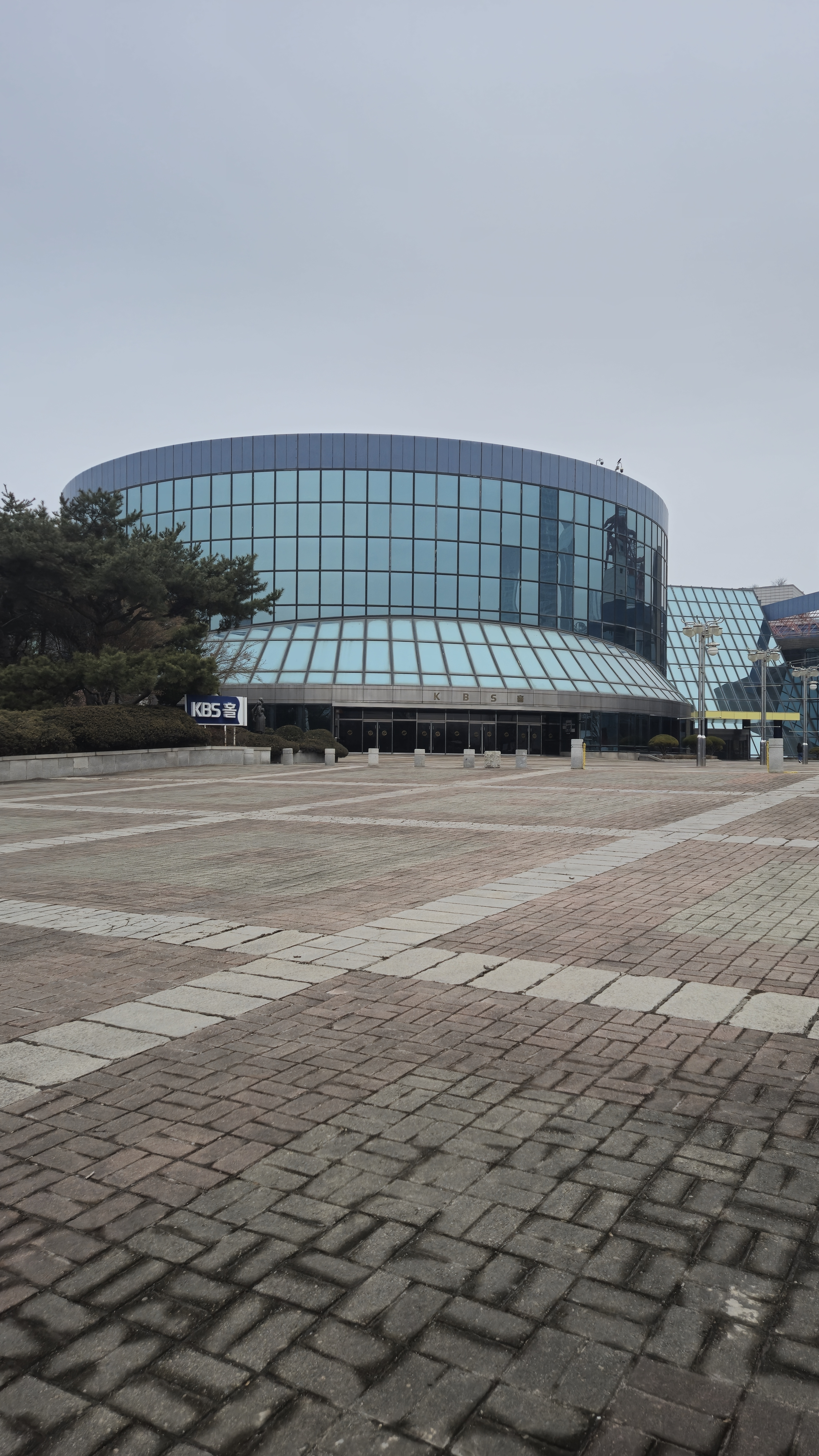
KBS홀 (여의공원로 13)
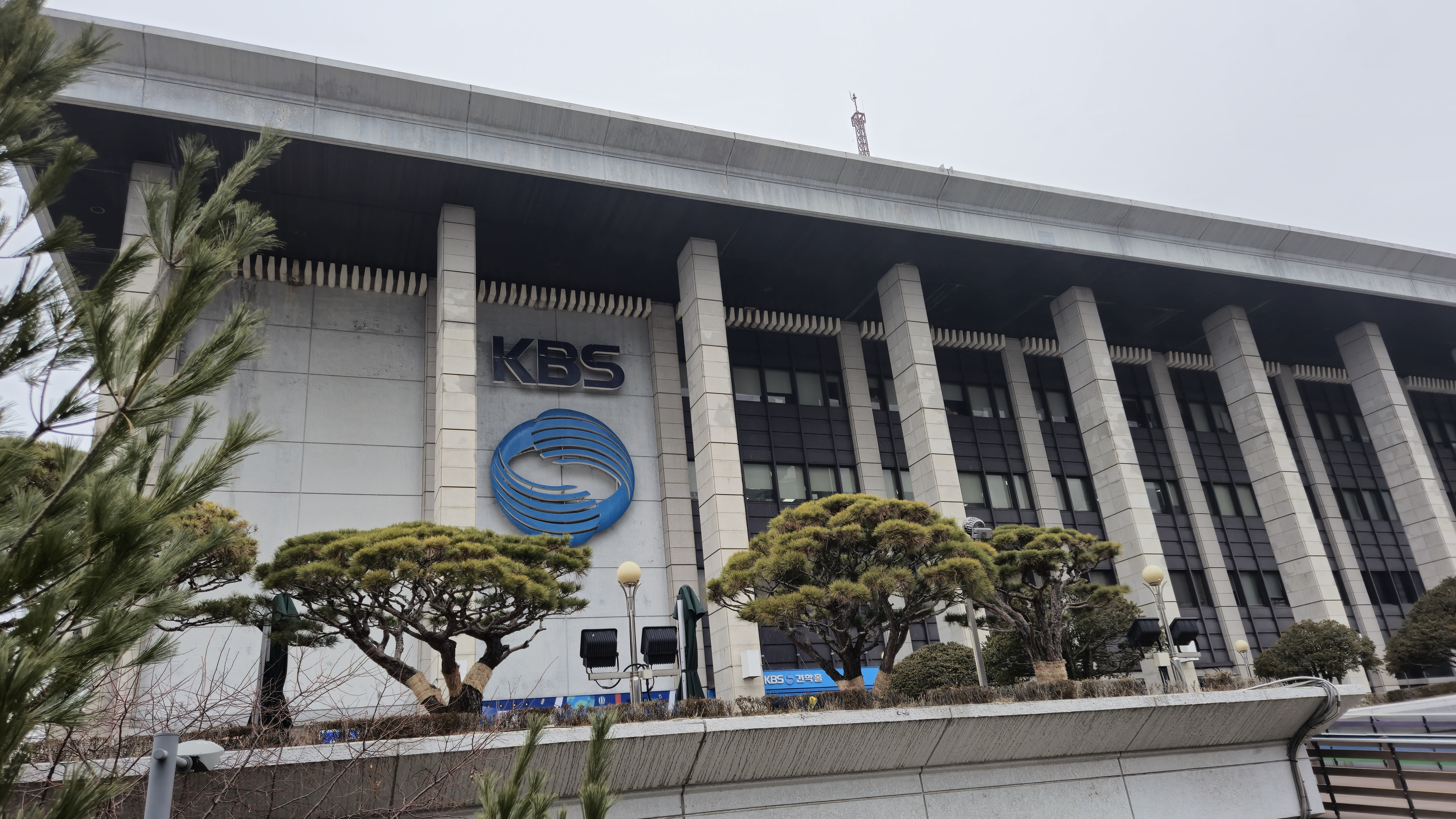
KBS 본사 건물(아트홀)
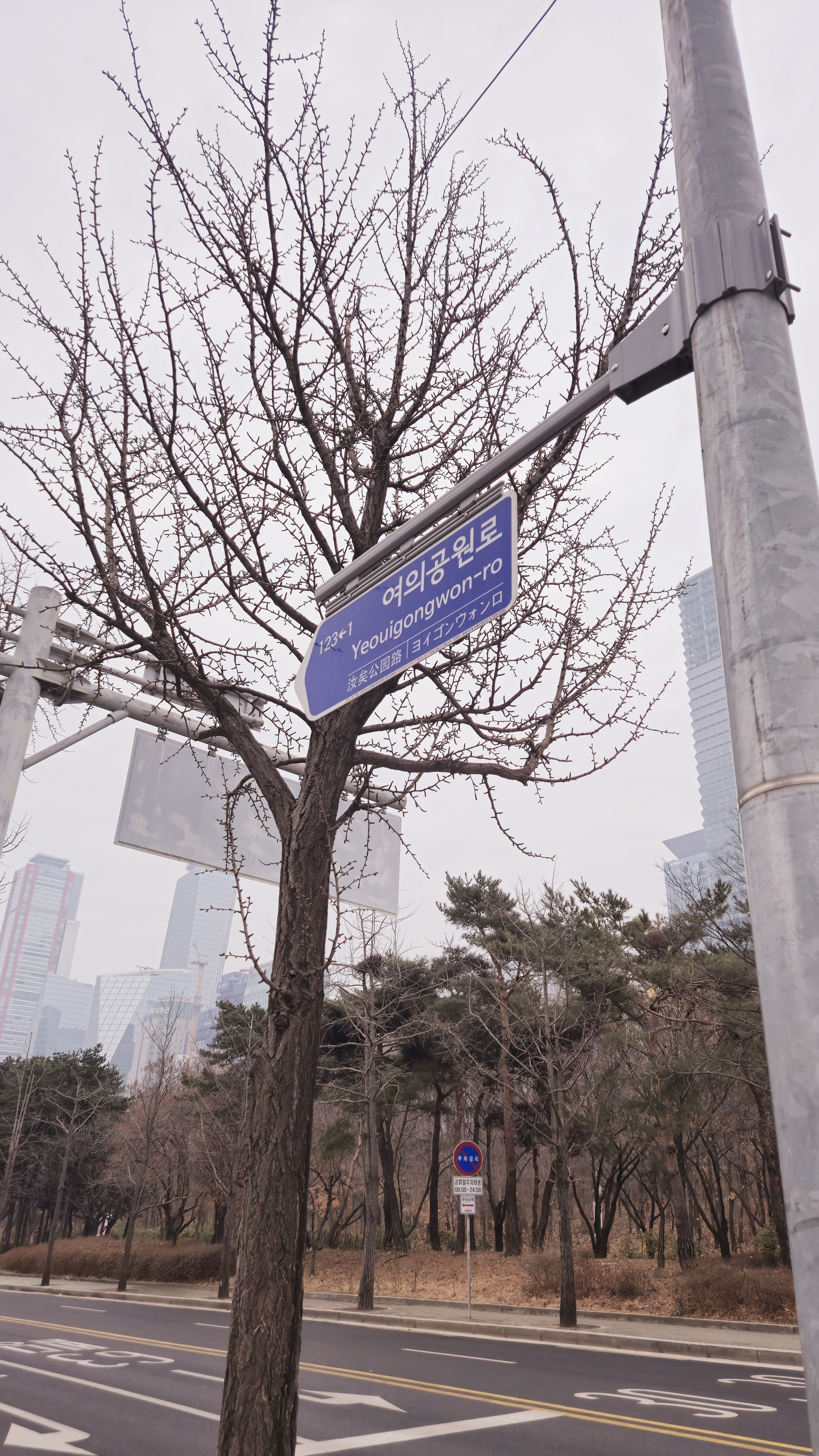
여의공원로 2025년 3월 경

## 주요 건물 및 시설
- 한국방송공사(KBS 본사) (여의공원로 13/여의도동 18)
- 여의도공원 관리사무소 (여의공원로 68/여의도동 2)
- C.C.M.M.빌딩 (여의공원로 101/여의도동 12)
- 여의도 태영빌딩 (여의공원로 111/여의도동 10-2)
- 세우빌딩 (여의공원로 115/여의도동 10)
- 여의도지구대 (여의공원로 120/여의도동 2)